# Los Moletons
Los Moletons és una serra situada entre els municipis d'Alcanar i Ulldecona a la comarca del Montsià, amb una elevació màxima de 586 metres.